# HB Køge
Maillots
Actualités
Le HB Køge est un club de football danois basé à Herfølge dans la ville de Køge.
En 2009, le club naît de la fusion du Herfølge BK avec le Køge BK.

## Historique
Le club naît de la fusion entre le Køge BK et le Herfølge BK en mars 2009, ceci après une première tentative avortée en avril 2007 à cause des problèmes financiers du Køge BK.
Cette fusion intervient après la remontée en SAS Ligaen du Herfølge BK, anciennement champion en 2000.
Malheureusement le Herfølge BK ne prend que la 12e place et est relégué en deuxième division.